# أمانة مجلس الخزانة الكندية
أمانة مجلس الخزانة الكندية هي الفرع الإداري لمجلس الخزانة الكندي (لجنة الوزراء المسؤولة عن الإدارة المالية للحكومة الفيدرالية) وهي وكالة مركزية من حكومة كندا. يتمثل دور الأمانة في دعم مجلس الخزانة وتقديم المشورة لأعضاء مجلس الخزانة في إدارة الحكومة وإدارتها.
يرأس أمانة مجلس الخزانة سكرتير مجلس الخزانة حاليا بيتر والاس وهو مسؤول أمام البرلمان من خلال رئيسة مجلس الخزانة حاليا منى فورتييه.

## الوظيفة
يساعد أمانة مجلس الخزانة مجلس الخزانة الذي يعمل كلجنة إدارة حكومية من خلال الإشراف على عمليات الحكومة الفيدرالية ككل والعمل كصاحب العمل الرئيسي للإدارة العامة الأساسية. أمانة مجلس الخزانة مسؤولة أيضا عن دعم مجلس الخزانة في دوره الرقابي وتوفير الإشراف على وظائف الإدارة المالية في الإدارات والوكالات.
تقع مكاتب أمانة مجلس الخزانة بشكل أساسي في أوتاوا، أونتاريو على الرغم من وجود العديد من المكاتب الأصغر في أماكن أخرى في أوتاوا / جاتينو بالإضافة إلى المكاتب الإقليمية في جميع أنحاء كندا.

## سكرتير
في فبراير 2018 أعلن رئيس الوزراء جاستن ترودو أن بيتر والاس الذي كان آنذاك مديرا للمدينة في حكومة تورنتو وكان سابقا وزيرا لمجلس الوزراء في حكومة أونتاريو ورئيسا للخدمة العامة في أونتاريو سيصبح منصب وزير الخزانة في 4 أبريل 2018. كان سابقا سكرتيرا لمجلس خزانة أونتاريو لمدة ثلاث سنوات ونائب وزير المالية في الحكومة الفيدرالية.

## الهيكل الحالي لأمانة مجلس الخزانة
- رئيس مجلس الخزانة
  - أمين مجلس الخزانة
    - سكرتير مشارك
    - كبير مسؤولي الموارد البشرية
    - المراقب العام لكندا
      - أمين مساعد قطاع خدمات الشركات
      - امين مساعد قطاع الاقتصاد
      - امين مساعد قطاع ادارة المصروفات
      - امين مساعد قطاع العمليات الحكومية
      - الأمين المساعد لقطاع الشؤون الدولية والأمن والعدل
      - الأمين المساعد لقطاع الأولويات والتخطيط
      - أمين مساعد قطاع الشؤون التنظيمية
      - الأمين المساعد للقطاع الاجتماعي والثقافي
      - أمين مساعد قطاع الاتصالات الاستراتيجية والشؤون الوزارية
      - رئيس قسم المعلومات ، فرع رئيس قسم المعلومات
      - مدير أول ، التدقيق الداخلي ومكتب التقييم
      - مستشار عام أول ، فرع الخدمات القانونية

مكتب برنامج GC 2.0 في فرع أمانة مجلس الخزانة مسؤول عن الحفاظ على ويكي داخلي للحكومة الكندية.

## الوصول إلى المعلومات والخصوصية
يمنح قانون الوصول إلى المعلومات المواطنين الكنديين والمقيمين الدائمين وأي شخص أو شركة موجودة في كندا الحق في الوصول إلى سجلات المؤسسات الحكومية التي تخضع للقانون. يمنح قانون الخصوصية المواطنين الكنديين والمقيمين الدائمين والأفراد الموجودين في كندا الحق في الوصول إلى معلوماتهم الشخصية التي تحتفظ بها المؤسسات الحكومية الخاضعة للقانون. أمانة مجلس الخزانة مسؤولة عن إصدار التوجيهات والإرشادات للمؤسسات الحكومية فيما يتعلق بإدارة قانون الوصول إلى المعلومات وتفسير هذه السياسة.